# 科爾多瓦細鈎甲鯰
科爾多瓦細鈎甲鯰，為輻鰭魚綱鯰形目甲鯰科的其中一種，為熱帶淡水魚，分布於南美洲哥倫比亞Sinú河上游及San Jorge河上游流域，體長可達3.7公分，棲息在底層水域，生活習性不明。

## 扩展阅读
維基物種上的相關：科爾多瓦細鈎甲鯰